# Чемпіонат світу з футболу 1966 (кваліфікаційний раунд, КОНМЕБОЛ)
У рамках відбіркового турніру до чемпіонату світу з футболу 1966 команди конфедерації КОНМЕБОЛ змагалися за три місця у фінальній частині чемпіонату світу з футболу 1966. Збірна Бразилії не бралау часті у кваліфікаційному турнірі, оскільки отримала автоматичне місце у фінальній частині світової першості як діючий чемпіон.
Дев'ять команд-учасниць відбору були розподілені по трьох групах по три команди у кожній. Кожна команда грала із кожним із суперників по дві гри, одній вдома і одній на виїзді, переможець кожної групи виходив до фінальної частини чемпіонату світу. Збірні Уругваю і Аргентини стали переможцями своїх груп, а збірна Чилі кваліфікувалася на мундіаль завдяки перемозі у грі плей-оф на нейтральному полі проти збірної Еквадору, з якою мала однакову кількість очок по завершенні змагання у Групі 2.

## Результати

### Група 1
| Місце | Команда   | О | І | В | Н | П | Г+ | Г- | РГ  |
| ----- | --------- | - | - | - | - | - | -- | -- | --- |
| 1     | Уругвай   | 8 | 4 | 4 | 0 | 0 | 11 | 2  | +9  |
| 2     | Перу      | 4 | 4 | 2 | 0 | 2 | 8  | 6  | +2  |
| 3     | Венесуела | 0 | 4 | 0 | 0 | 4 | 4  | 15 | −11 |

| 16 травня 1965 | Перу               | 1 – 0 | Венесуела | Ліма, Перу           |  |
|                | Сегарра 37' (пен.) |       |           | Суддя: Меліна (Чилі) |  |
|                |                    |       |           |                      |  |

| 23 травня 1965 | Уругвай                                   | 5 – 0 | Венесуела | Монтевідео, Уругвай             |  |
|                | Роча 18' Сільва 23', 52', 69' Менесес 61' |       |           | Суддя: Дімас Ларроса (Парагвай) |  |
|                |                                           |       |           |                                 |  |

| 30 травня 1965 | Венесуела     | 1 – 3 | Уругвай                  | Каракас, Венесуела           |  |
|                | Тортолеро 40' |       | Роча 10', 47' Сільва 52' | Суддя: Гойкоечеа (Аргентина) |  |
|                |               |       |                          |                              |  |

| 2 червня 1965 | Венесуела                       | 3 – 6 | Перу                                            | Каракас, Венесуела         |  |
|               | Сантана 32' Сковіно 46' Елі 89' |       | Москера 11' Леон 44', 60', 68' Савалья 40', 81' | Суддя: Сундгейм (Колумбія) |  |
|               |                                 |       |                                                 |                            |  |

| 6 червня 1965 | Перу | 0 – 1 | Уругвай        | Ліма, Перу           |  |
|               |      |       | Уррусменді 77' | Суддя: Вікуна (Чилі) |  |
|               |      |       |                |                      |  |

| 13 червня 1965 | Уругвай             | 2 – 1 | Перу      | Монтевідео, Уругвай      |  |
|                | Сільва 20' Роча 62' |       | Пелаес 2' | Суддя: Маркес (Бразилія) |  |
|                |                     |       |           |                          |  |

Ургувай кваліфікувався до фінальної частини чемпіонату світу.

### Група 2
| Місце | Команда  | О | І | В | Н | П | Г+ | Г- | РГ |
| ----- | -------- | - | - | - | - | - | -- | -- | -- |
| 1=    | Чилі     | 5 | 4 | 2 | 1 | 1 | 12 | 7  | +5 |
| 1=    | Еквадор  | 5 | 4 | 2 | 1 | 1 | 6  | 5  | +1 |
| 3     | Колумбія | 2 | 4 | 1 | 0 | 3 | 4  | 10 | −6 |

| 20 липня 1965 | Колумбія | 0 – 1 | Еквадор     | Барранкілья, Колумбія |  |
|               |          |       | Муньйос 18' | Суддя: Педраса (Перу) |  |
|               |          |       |             |                       |  |

| 25 липня 1965 | Еквадор           | 2 – 0 | Колумбія | Гуаякіль, Еквадор           |  |
|               | Раймонді 56', 77' |       |          | Суддя: Спінетто (Аргентина) |  |
|               |                   |       |          |                             |  |

| 1 серпня 1965 | Чилі                                                           | 7 – 2 | Колумбія         | Сантьяго, Чилі            |  |
|               | Санчес 11' Мендес 15', 70' Фуїю 25', 65' Кампос 42' Пр'єто 58' |       | Сегрера 40', 70' | Суддя: Педраса (Парагвай) |  |
|               |                                                                |       |                  |                           |  |

| 7 серпня 1965 | Колумбія             | 2 – 0 | Чилі | Барранкілья, Колумбія   |  |
|               | Рада 67' (пен.), 87' |       |      | Суддя: Ріка (Венесуела) |  |
|               |                      |       |      |                         |  |

| 15 серпня 1965 | Еквадор                  | 2 – 2 | Чилі                  | Гуаякіль, Еквадор        |  |
|                | Спенсер 15' Раймонді 84' |       | Кампос 39' Пр'єто 57' | Суддя: Кейроз (Бразилія) |  |
|                |                          |       |                       |                          |  |

| 22 серпня 1965 | Чилі                                  | 3 – 1 | Еквадор     | Сантьяго, Чилі           |  |
|                | Санчес 10' (пен.) Маркос 62' Фуїю 74' |       | Спенсер 36' | Суддя: Коесаль (Уругвай) |  |
|                |                                       |       |             |                          |  |

Чилі та Еквадор фінішували з однаковою кількістю очок, тож було призначено гру плей-оф між цими командами на нейтральному полі.
| 12 жовтня 1965 | Чилі                  | 2 – 1 | Еквадор   | Ліма, Перу                   |  |
|                | Санчес 16' Маркос 40' |       | Гомес 89' | Суддя: Гойкоечеа (Арегнтина) |  |
|                |                       |       |           |                              |  |

Чилі кваліфікувалося до фінальної частини чемпіонату світу.

### Група 3
| Місце | Команда   | О | І | В | Н | П | Г+ | Г- | РГ |
| ----- | --------- | - | - | - | - | - | -- | -- | -- |
| 1     | Аргентина | 7 | 4 | 3 | 1 | 0 | 9  | 2  | +7 |
| 2     | Парагвай  | 3 | 4 | 1 | 1 | 2 | 3  | 5  | −2 |
| 3     | Болівія   | 2 | 4 | 1 | 0 | 3 | 4  | 9  | −5 |

| 25 липня 1965 | Парагвай               | 2 – 0 | Болівія | Асунсьйон, Парагвай        |  |
|               | Родрігес 24' Рохас 73' |       |         | Суддя: Сундгейм (Колумбія) |  |
|               |                        |       |         |                            |  |

| 1 серпня 1965 | Аргентина                              | 3 – 0 | Парагвай | Буенос-Айрес, Аргентина     |  |
|               | Гонсалес 15' (аг) Онега 26' Артіме 35' |       |          | Суддя: Альбергаті (Уругвай) |  |
|               |                                        |       |          |                             |  |

| 8 серпня 1965 | Парагвай | 0 – 0 | Аргентина | Асунсьйон, Парагвай    |  |
|               |          |       |           | Суддя: В'юг (Бразилія) |  |
|               |          |       |           |                        |  |

| 17 серпня 1965 | Аргентина                           | 4 – 1 | Болівія    | Буенос-Айрес, Аргентина |  |
|                | Бернао 3', 56' Онега 24' (pen), 25' |       | Варгас 55' | Суддя: Маріно (Уругвай) |  |
|                |                                     |       |            |                         |  |

| 22 серпня 1965 | Болівія                  | 2 – 1 | Парагвай | Ла-Пас, Болівія          |  |
|                | Кеведо 29' Кастільйо 75' |       | Мора 30' | Суддя: В'юасіс (Еквадор) |  |
|                |                          |       |          |                          |  |

| 29 серпня 1965 | Болівія        | 1 – 2 | Аргентина       | Ла-Пас, Болівія       |  |
|                | Рамос 35' (аг) |       | Артіме 31', 39' | Суддя: Анхелес (Перу) |  |
|                |                |       |                 |                       |  |

Аргентина кваліфікувалася до фінальної частини чемпіонату світу.

## Бомбардири
5 голів
| - Ектор Сільва |

4 голи
| - Педро Роча |

3 голи
| - Луїс Артіме - Ерміндо Онега | - Альберто Фуїю - Леонель Санчес | - Енріке Раймонді - Педро Пабло Леон |

2 голи
| - Рауль Бернао - Карлос Кампос Санчес - Рубен Маркос | - Еухеніо Мендес - Ігнасіо Пр'єто - Антоніо Рада | - Ерменехільдо Сегрера - Альберто Спенсер - Луїс Савалья |

1 гол
| - Фортунато Кастільйо - Рамон Кеведо - Роландо Варгас - Ромуло Гомес - Вашингтон Муньйос - Селіно Мора | - Вісенте Родрігес - Хуан Карлос Рохас - Немесіо Москера - Хесус Пелаес Міранда - Віктор Сегарра - Даніло Менесес | - Хосе Уррусменді - Фредді Елі - Рафаель Сантана - Умберто Франсіско Сковіно - Археніс Тортолеро |

1 автогол
| - Хосе Рамос Дельґадо (у грі проти Болівії) - Рікардо Гонсалес (у грі проти Аргентини) |